# José Patricio Fuentes
José Patricio Fuentes Fuentes (Santiago, 2 de octubre de 1992), junto con Marcelo, su hermano siamés fueron las primeras personas con esta anomalía separadas en Chile.

## Vida

### Nacimiento
Según las primeras informaciones de las ecografías realizadas a la madre, los gemelos nacerían pegados por el abdomen. Nacieron el 2 de octubre de 1992 en el Hospital del Salvador en la comuna de Providencia en la ciudad de Santiago de Chile, donde, luego del control de procedimiento, se les realizó uno más exhaustivo que determinó que los recién nacidos estaban pegados por el abdomen, compartiendo su hígado; tras la recepción mediática que tuvo el caso, en abril de 1993 se decide realizar la operación para separarlos, siendo la primera de este tipo en el país.

### Operación
Con apenas 8 meses y 27 días, fue separado de su hermano siamés Marcelo, siendo la primera operación de este tipo en Chile, específicamente en el Hospital Luis Calvo Mackenna de la ciudad de Santiago el día 29 de junio de 1993 en una cirugía que duró cerca de 10 horas continuas y en la que participaron 50 médicos coordinados por el director del hospital, Osvaldo Artaza. La operación realizada fue un éxito considerando que los niños estaban unidos por el abdomen y su hígado, además de tener ambos corazones pegados, sin estar estos compartidos.
José Patricio no recibe ningún tipo de pensión de parte del estado.

### Vida posterior a la operación
Tras la operación logró mantener una vida relativamente normal, estudiando su educación primaria y secundaria en la comuna de Renca, más tarde en 2011 logra ingresar a los estudios superiores. Su hermano gemelo murió a los 8 años de edad.
También, durante su infancia, tuvo que soportar un sinnúmero de operaciones, muchas de ellas reconstructivas y de extirpación de cartílagos, principalmente en el área de su pecho.
En la actualidad vive en la comuna de Renca, de la ciudad de Santiago de Chile. Está casado con Yocelyn Oyarzo, con quien tiene un hijo, llamado Simón.